# Nico Hülkenberg
Nicolas "Nico" Hülkenberg (Emmerich na Rajni, Njemačka, 19. kolovoza 1987.) njemački je vozač Formule 1 za momčad Haas-Ferrari. 2015. godine pobijedio je na utrci 24 sata Le Mansa

## Karijera
Hülkenberg je trkaću karijeru počeo u kartingu 1997. Godine 2002. postao je njemački juniorski prvak u kartingu, a godinu poslije osvaja njemačko seniorsko karting prvenstvo. Do 2004. Nico je osvojio i talijansko juniorsko prvenstvo u kartingu.
U utrkama jednosjeda debitirao je 2005. u njemačkoj Formuli BMW, te iste sezone osvojio naslov prvaka s osam pobjeda. Sljedeće sezone prelazi u seriju A1 Grand Prix kako bi se natjecao za Njemačku. S 9 pobjeda i 14 postolja donosi naslov svojoj zemlji. Bila je to najuspješnija sezona nekog vozača u povijesti A1GP serije. Iste godine nastupao je i u njemačkoj Formuli 3 gdje je ostvario jednu pobjedu.
Godine 2007. prelazi u kategoriju Formula 3 Euro Series, gdje ostvaruje četiri pobjede. Svojim vožnjama privukao je pozornost Williamsove F1 momčadi koja ga pozvala na testiranje u zimu iste godine. Nico je oduševio britansku momčad koja ga je opisala kao brzog i sposobnog te su ga potpisali kao testnog vozača. Sljedeće 2008. osvaja naslov u Formula 3 Euro Series kategoriji, pobijedivši na sedam utrka. Mjesto u Formuli 1 nije uspio osigurati za sezonu 2009., jer je Williams odlučio zadržati aktualne vozače Nicu Rosberga i Kazukija Nakajimu. Tijekom zime pobijedio je u utrci azijskog GP2 prvenstva. Sljedeće 2009. natjecao u glavnoj Grand Prix 2 seriji za momčad ART Grand Prix. Prvu pobjedu zabilježio je na domaćoj utrci na Nurburgringu, a ukupno je pobijedio pet puta, te s okruglih sto bodova osvojio naslov prvaka. Početkom 2009. preselio se u Englesku i počeo raditi na organizaciji radnog iskustva u Williamsovoj tvornici u Grooveu.

### 24 sata Le Mansa
Porsche je 2013. objavio da će u trećem hibridnom bolidu 919 Hybrid na maratonskim kružnim utkrama izdržljivosti, 24 sata Le Mansa i 6 sati Spa-Francorchampsa sljedeće godine, kao jedan od trojice vozača, nastupati Nico Hülkenberg. U utrci koji je pratilo 250.000 gledatelja pobijedila je upravo momčad Porschea za čijim su volanom, osim Nice, bili Novozelanđanin Earl Bamber te Britanac Nick Tandy. Bilo je to 83. izdanje poznate utrke, a Porsche je slavio već 17 puta.

## Naslovi
Karting
- Italian Open Masters ICA Junior 2001., 2002.
- German Junior Kart Championship 2002.
- German Kart Championship 2003.

- Formula BMW ADAC 2005.
- A1 Grand Prix 2007.
- Zandvoort Masters of Formula 3 2007.
- Formula 3 Euro Series 2008.
- Grand Prix 2 Series 2009.
- 24 Hours of Le Mans 2015.

## Rezultati u Formuli 1
| Sezona | Momčad                     | Šasija                     | Motor                           | Gume | Utrke | Pobjede | Podiji | Bodovi | Plasman |
| ------ | -------------------------- | -------------------------- | ------------------------------- | ---- | ----- | ------- | ------ | ------ | ------- |
| 2010.  | AT&T Williams              | Williams FW32              | Cosworth CA2010 2.4 V8          | B    | 19    | 0       | 0      | 22     | 14.     |
| 2012.  | Sahara Force India F1 Team | Force India VJM05          | Mercedes FO 108Z 2.4 V8         | P    | 20    | 0       | 0      | 63     | 11.     |
| 2013.  | Sauber F1 Team             | Sauber C32                 | Ferrari 056 2.4 V8              | P    | 19    | 0       | 0      | 51     | 10.     |
| 2014.  | Sahara Force India F1 Team | Force India VJM07          | Mercedes PU106A Hybrid 1.6 V6 t | P    | 19    | 0       | 0      | 96     | 9.      |
| 2015.  | Sahara Force India F1 Team | Force India VJM08 / VJM08B | Mercedes PU106B Hybrid 1.6 V6 t | P    | 19    | 0       | 0      | 58     | 10.     |
| 2016.  | Sahara Force India F1 Team | Force India VJM09          | Mercedes PU106C Hybrid 1.6 V6 t | P    | 21    | 0       | 0      | 72     | 9.      |
| 2017.  | Renault Sport F1 Team      | Renault R.S.17             | Renault R.E.17 1.6 V6 t         | P    | 20    | 0       | 0      | 43     | 10.     |
| 2018.  | Renault Sport F1 Team      | Renault R.S.18             | Renault R.E.18 1.6 V6 t         | P    | 21    | 0       | 0      | 49     | 7.      |
| 2019.  | Renault F1 Team            | Renault R.S.19             | Renault E Tech 19 V6 t h 1.6    | P    | 21    | 0       | 0      | 37     | 14.     |

## Vanjske poveznice
- Nico Hülkenberg na driverdb.com
- Nico Hülkenberg - službena stranica